# 任航 (攝影師)
任航（1987年5月30日—2017年2月24日），是一位生於吉林長春的攝影家、作家與詩人。

## 生平

### 早年生活
任航在1987年5月30日出生於吉林長春郊區。他的父親是一名鐵路職工，母親在一家印刷廠工作。
17歲時，任航遷至北京定居；在那裡，他一邊學習廣告技術，一邊開始到處拍攝照片。因為與夥伴住在擁擠的宿舍裡，他很容易見到室友們赤裸的身體；於是，在就地取材的想法之下，他開始拍攝裸體照片。

### 攝影生涯
2009年，他開始在多場小型群體聯展中展出自己的作品；在展出和出版作品數年之後，國際上開始關注到他的創作。
後來，他開始接受許多委託拍攝案件；他曾為多家時尚品牌及雜誌拍攝照片，也曾為說唱歌手法蘭克海洋(Frank Ocean)的歌迷雜誌《男孩別哭》(Boys Don't Cry)攝影。
此外，任航也時常創作散文和詩。
但是，任航患有週期性的抑鬱症；他在自己的網站上一個名為My Depression（「我的抑鬱症」）的博客裡記錄了自己這方面的身心歷程。

### 過世
2017年年初，任航在新浪微博個人頁面上留言「每年許的願望都一樣：早點死」、「希望今年能實現。」
任航於2017年2月24日在北京三里屯墜樓傷重不治。
在任航去世時，他的作品正分別在斯德哥爾摩攝影博物館（Fotografiska Museum）與阿姆斯特丹攝影博物館的兩個個展展出，也在北京金杜藝術中心與李新建共同舉行雙人展。

## 創作風格
任航經常在與親友懇談後請求他們脫下衣服擔任其模特兒。他通常使用底片式照相機進行攝影工作。在其作品中，模特兒們經常以各種形態呈現其身體部位：有時是扭曲的、有時是彎曲的、有時是纏繞的、有時是堆疊的、有時是上色的……。
他經常採用正式構圖方法，但主題往往令人驚訝又不失清新。

## 作品

### 代表作
- 《母親》：以其母親為模特兒的一系列非裸體作品[1][14][22][2]

### 選集
- 《Word or two》，BHKM, 2017年
- Ren Hang，TASCHEN出版社，2017年[23]
- 《ATHENS LOVE》，Session Press，2016年[24]

## 事件
- 任航在中國的個展曾因「涉嫌性內容」未能通過審查。[15][25]
- 任航因在戶外拍攝裸體照片而被公安逮捕多次；其中一次的罪名是「聚眾淫亂」。[1][26]

## 政治立場
- 雖然經常與體制發生衝突，任航拒絕被與艾未未等人相提並論；他多次在採訪中聲明其作品從來就沒有政治意圖，而是強調與中國和其文化的深刻關聯。[1][4]

## 語錄
- 「人們更多地受到對身體的傳統和保守態度的限制。他們認為裸照是一種不敬，甚至是一種墮落，因為裸照顯示了人們認為應該是私密的東西。這裡的人們一般厭惡裸照。我們把身體藏在我們的文化之中。」－2014年接受法國時尚雜誌《紫色》採訪時
- 「我不把自己的作品視為禁忌，因為我不太考慮文化背景或政治背景」[26]
- 「我不會有意去打破邊界，只是做自己要做的事。」[1]

## 外部連結
- 任航個人網站 （页面存档备份，存于）
- 任航的豆瓣頁面 （页面存档备份，存于）
- 任航的Instagram帳戶
- 任航在Flickr上的页面
- 任航 - 凱尚畫廊 （页面存档备份，存于）
- 蓬勃地呼吸丨任航 （页面存档备份，存于）
- 任航 - Blindspot Gallery （页面存档备份，存于）
- Ren Hang - Artnet （页面存档备份，存于）
- Tribute to Ren Hang - TASCHEN （页面存档备份，存于）（英文）
- INTRODUCING THE WORLD OF REN HANG - purple MAGAZINE （页面存档备份，存于） （英文）
- 【中國攝影師任航】願你下輩子拾回平凡簡單的快樂 - LOMOGRAPHY